# Tau4 Eridani
Tau4 Eridani (τ4 Eridani, förkortat Tau4 Eri, τ4 Eri)  som är stjärnans Bayerbeteckning, är en dubbelstjärna belägen i den mellersta delen av stjärnbilden Eridanus. Den har en skenbar magnitud på 3,65, är synlig för blotta ögat där ljusföroreningar ej förekommer. Baserat på parallaxmätning inom Hipparcosuppdraget på ca 10,7 mas, beräknas den befinna sig på ett avstånd på ca 300 ljusår (ca 93 parsek) från solen.

## Egenskaper
Tau4 Eridani är en röd jättestjärna av spektralklass M3/4 III, som för närvarande ligger på den asymptotiska jättegrenen. Den har en massa som är ca 80 procent större än solens massa, en radie som är ca 106 gånger större än solens och utsänder från dess fotosfär ca 1 540 gånger mera energi än solen vid en effektiv temperatur på ca 3 710 K. Den är en långsamt oregelbundet variabel stjärna av typ Lb, med förändringar i magnitud över intervallet 3,57-3,72 med en periodicitet av 23,8 dygn.
Tau4 Eridani är troligtvis en dubbelstjärna med en följeslagare av magnitud 9,5 separerad med 5,7 bågsekunder vid en positionsvinkel på 291°, år 2013.